# Hussa de Bernícia
Hussa va ser rei de Bernícia, en un període imprecís que podria anar de l'any 585 al 593, probablement després de Frithuwald.
Encara que alguns suposen que va ser fill d'Ida de Bernícia, el seu nom no consta en la llista dels seus fills que apareix en el Chronicon ex chronicis i més aviat podria ser el líder d'una facció rival. Hi ha poca informació sobre la seva vida o el seu regnat. En una data imprecisa, durant el seu regnat, la coalició de forces de Rheged, Strathclyde, el Regne d'Elmet i alguns opositors de Bernícia van presentar setge a Hussa i gairebé aconsegueixen fer-lo fora. Es creu que aquesta aliança va fallar a causa de disputes entre les diferents tribus britanes que van culminar amb l'assassinat de d'Urien de Rheged, vers l'any 590 a mans del seu antic col·lega Morcant Bulc.
Això no obstant, a la Crònica anglosaxona es donen indicis que fan pensar que, després de la mort d'Hussa, es va produir una divisió entre els membres de la seva família i els de la d'Etelfred —qui finalment el va succeir—, ja que es diu que Hering fill d'Hussa, va fer anar l'exèrcit d'Áedán mac Gabráin contra Etelfred en la batalla de Degsastan l'any 603.
La data del regnat d'Hussa és una conjectura: les fonts documentals mes antigues difereixen molt en l'ordre de successió dels monarques que van governar entre Ida i Etelfred. Segons diu la Historia Brittonum, Hussa va governar set anys i s'estima que això va ser entre el 585 i el 592 però no es pot assegurar amb absoluta certesa.